# Santo Domingo Suchitepequez
Pour les articles homonymes, voir Santo Domingo.
Santo Domingo Suchitepequez est une ville du Guatemala dans le département de Suchitepéquez.